# Winterbach (Soonwald)

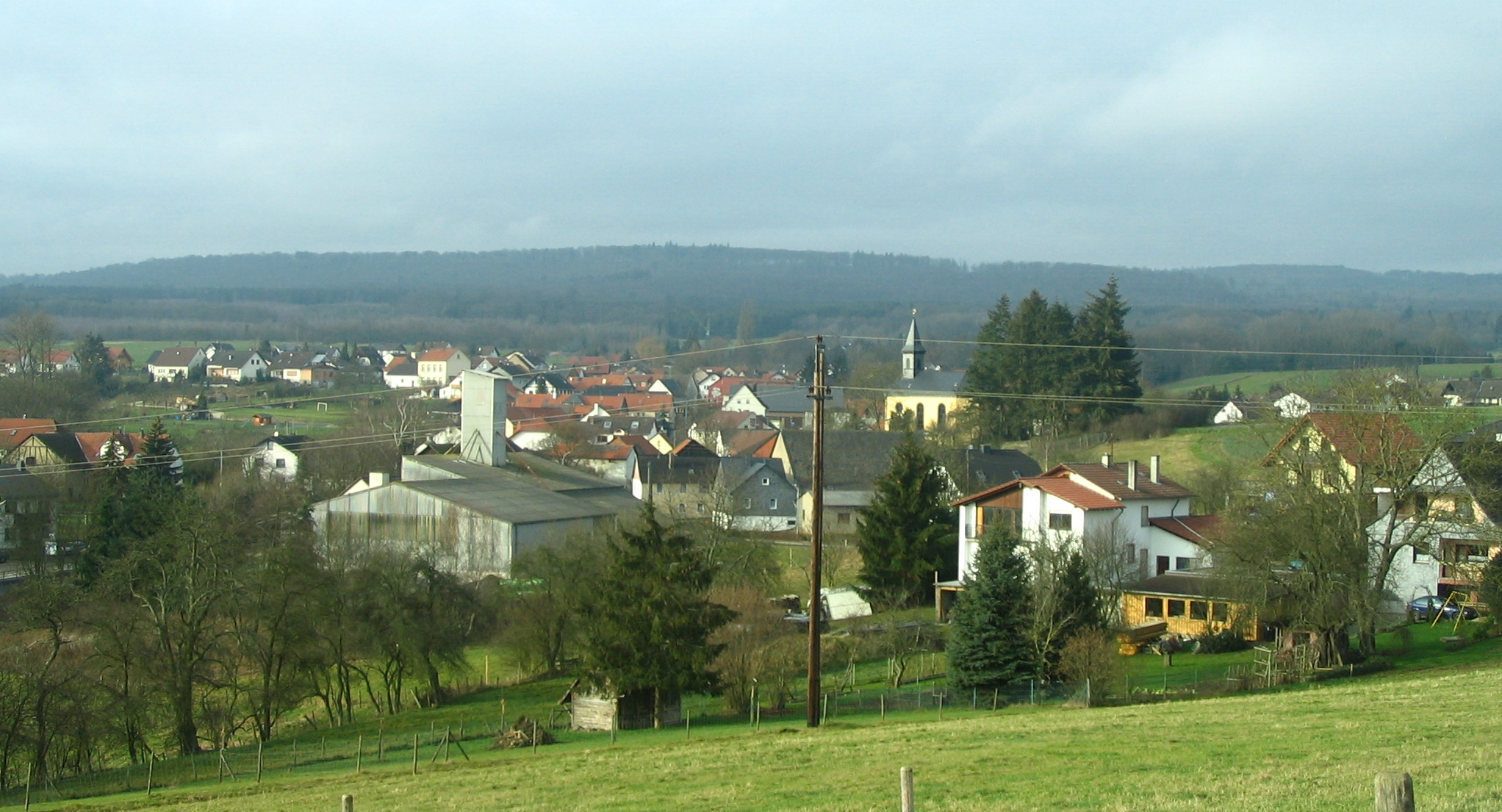
Winterbach am Soonwald

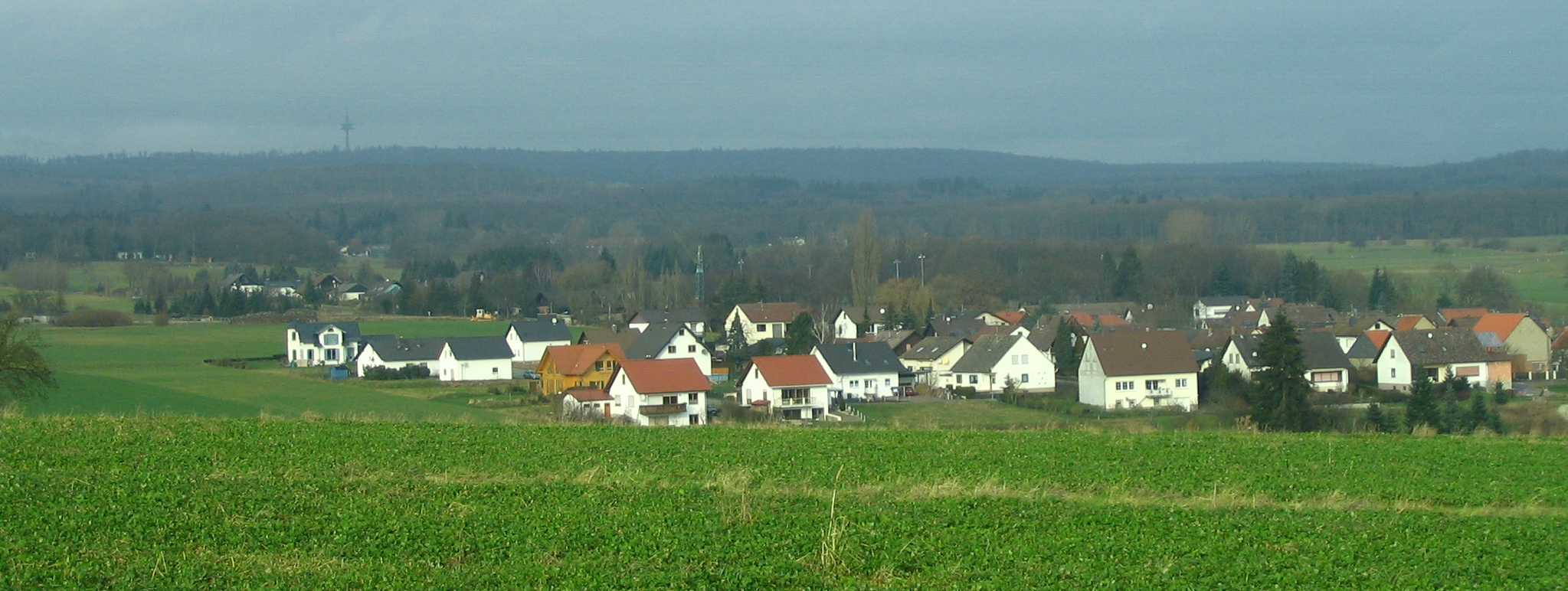
Im Hintergrund von Winterbach, die Ellerspring

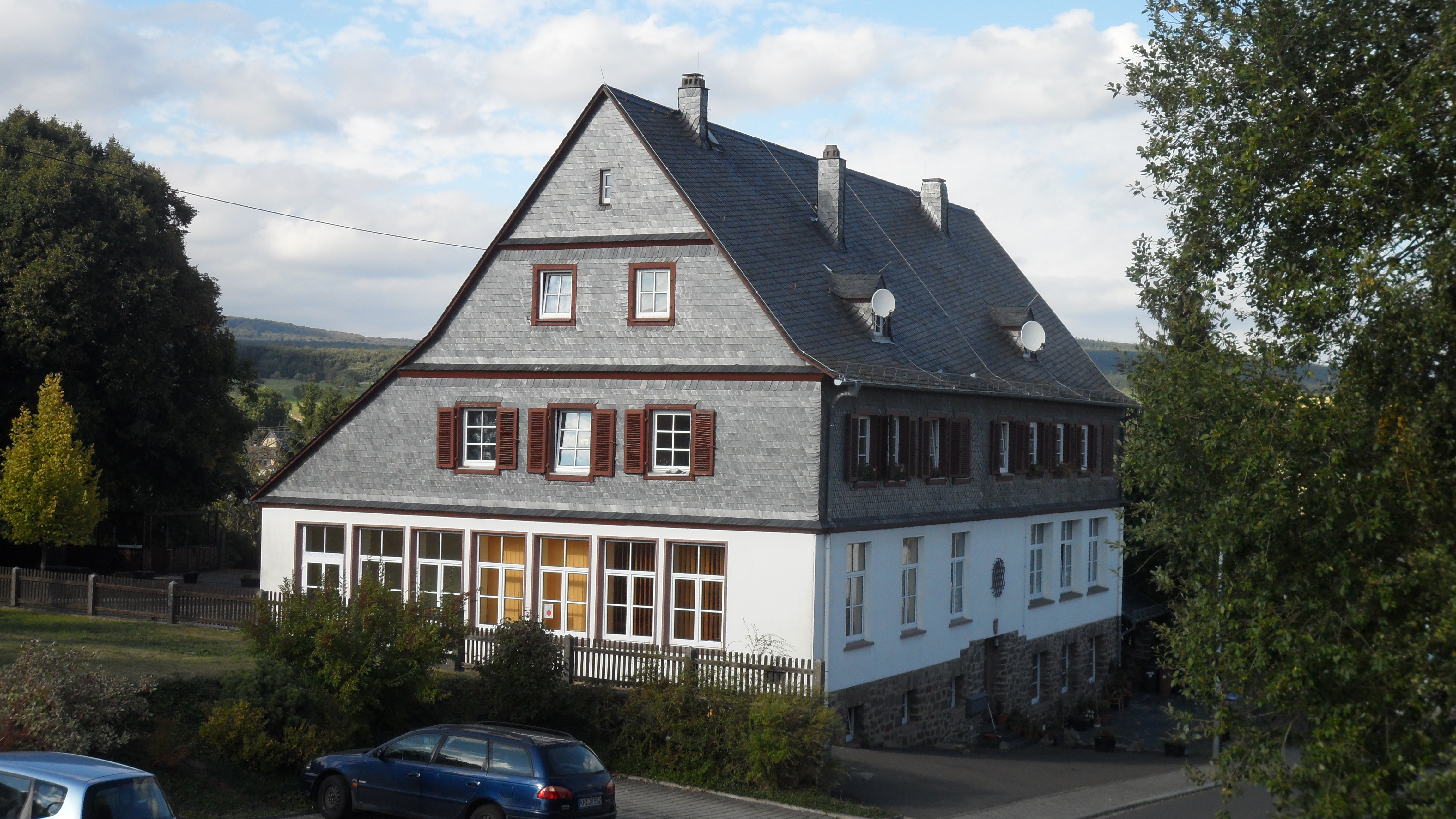
Ehemalige Schule in Winterbach (Soonwald)

Winterbach ist eine Ortsgemeinde im Landkreis Bad Kreuznach in Rheinland-Pfalz. Sie gehört der Verbandsgemeinde Rüdesheim an. Winterbach ist ein staatlich anerkannter Erholungsort.

## Geographie
Winterbach liegt im südlichen Hunsrück, am Rande des Soonwaldes an der 657 Meter hohen Ellerspring. 77,1 Prozent der Gemarkungsfläche sind bewaldet. Der Ellerbach fließt durch den Ort.
Zu Winterbach gehören auch die Wohnplätze Forsthaus Winterbach, Kreershäuschen und Kuhpferch.

## Geschichte
Der Ort wurde am 8. Juni 1295 erstmals urkundlich erwähnt.
Winterbach gehörte zur Hinteren Grafschaft Sponheim und wurde bei der Teilung der sponheimischen Besitzungen im Jahr 1776 der Markgrafschaft Baden zugeordnet. Nach der Einnahme des Linken Rheinufers durch französische Revolutionstruppen (1794) gehörte der Ort von 1798 bis 1814 zum Kanton Sobernheim im Rhein-Mosel-Departement. Aufgrund der auf dem Wiener Kongress getroffenen Vereinbarungen kam die Region und damit auch Winterbach 1815 zum Königreich Preußen und wurde 1816 dem Kreis Kreuznach im Regierungsbezirk Koblenz zugeordnet, der von 1822 an zur Rheinprovinz gehörte.
Bevölkerungsentwicklung
Die Entwicklung der Einwohnerzahl der Gemeinde Winterbach, die Werte von 1871 bis 1987 beruhen auf Volkszählungen:
| Jahr | Einwohner |
| ---- | --------- |
| 1815 | 252       |
| 1835 | 371       |
| 1871 | 403       |
| 1905 | 375       |
| 1939 | 386       |
| 1950 | 457       |
| 1961 | 407       |

| Jahr | Einwohner |
| ---- | --------- |
| 1970 | 423       |
| 1987 | 444       |
| 1997 | 478       |
| 2005 | 495       |
| 2011 | 479       |
| 2017 | 485       |
| 2023 | 485       |

## Politik

### Gemeinderat
Der Gemeinderat in Winterbach besteht aus acht Ratsmitgliedern, die bei der Kommunalwahl 2024 in einer Mehrheitswahl gewählt wurden, und dem ehrenamtlichen Ortsbürgermeister als Vorsitzendem.

### Bürgermeister
Ortsbürgermeister ist seit 2024 Friedhelm Kunz.
Kunz Vorgänger Werner Rebenich übte das Amt bis 2024 aus.
Bei der Kommunalwahl am 26. Mai 2019 wurde er in seinem Amt bestätigt.

## Wirtschaft und Infrastruktur
In Winterbach gibt es einen Kindergarten und ein Freibad.